# Марс (роман Косика)
«Марс» (пол. Mars) — дебютний науково-фантастичний роман Рафала Косика, опублікований польською мовою Ares 2 у 2003 році. 

## Історія написання та відгуки
Спочатку роман був невеликим оповіданням, яке Рафал Косик написав у лютому 2001 року, а потім відправлений до редакції «Science Fiction, Fantasy i Horror». За порадою головного редактора Роберта Шмідта він розширив оповідання в роман, який потрапив у книжкові магазини наступного року. Автор заявив, що продовження роману не буде. Войцех Орлінський зазначив у рецензії роману про схожість елементів «Марса» з творами Станіслава Лема, Рея Бредбері та Філіпа Діка.

## Сюжет
Події роману відбуваються на Марсі, де в 2040 році розпочалося тераформування, яке тривало майже 100 років, після чого він був колонізований людьми. Роман складається з трьох частин. Події в першій з них розгортаються в 2040 році, в цій частині описується спосіб, яким люди починають тераформувати Марс. Події другої частини розгортаються в 2305 році. Її головний герой — Аллен, який прибуває на Червону планету в той час, коли вже відбувається її заселення. Більшість людей не знають, що терраформування не було успішним. У третій частині, події якої розгортаються в 2340 році, Марс бореться з нестачею кисню і води, а головний герой Джаред займається пошуком прихованих вод.